# Choerosaurus
Choerosaurus is een geslacht van uitgestorven therocephalide therapsiden uit het Laat-Perm van Zuid-Afrika. 
De typesoort Choerosaurus dejageri werd in 1929 benoemd door de Zuid-Afrikaanse paleontoloog Sidney H. Haughton uit de Tropidostoma Assemblage Zone. De geslachtsnaam is afgeleid van het Grieks choiros, 'zwijn'.
Het holotype is SAM-PK-K-8797,  een gedeeltelijk skelet met schedel, onderkaken, bekken en een stuk linkerdijbeen.
Choerosaurus lijkt qua uiterlijk op Scaloposaurus. Bij zowel Choerosaurus als Scaloposaurus is de achterkant van de schedel (de occiput genoemd) hoog en zijn de hoektanden dik en verkort. Choerosaurus heeft ook tanden die ankylothecodont zijn, wat betekent dat ze zijn versmolten met het bot van de kaak en niet zouden zijn vervangen toen het nog leefde. Aan weerszijden van de lange lage schedel bevinden zich twee paar opvallende bulten. Die werden wellicht gebruikt om te vechten of als pronkorganen.
Choerosaurus werd traditioneel ingedeeld in de Scalopodontia, een groep kleine therocephaliërs. Scalopodontiërs worden nu beschouwd als een polyfyletische groepering van voornamelijk juveniele therocephaliërs, en de meeste taxa worden nu geclassificeerd als basale leden van Baurioidea. De positie van Choerosaurus binnen Baurioidea is onzeker, omdat het nooit is opgenomen in een fylogenetische analyse.